# Lenthéric
Lenthéric est une maison de parfums et de produits de soins cosmétiques fondée à Paris en 1885, appartenant au groupe britannique Shaneel Enterprises Ltd.

## Histoire
De 1872 à 1883, Guillaume-Louis Lenthéric, né le 7 avril 1853, originaire de Sète et formé par son père distillateur de parfums, monte à Paris et travaille pour la maison Félix. Il fonde une société en 1885 appelée « La Parfumerie des Orchidées » au 245 rue Saint-Honoré, parfums en gros et au détail, qui fait aussi salon de soins cosmétiques et de coiffure. Son épouse Eugénie dirige la vente de chapeaux pour femmes à la même adresse — apparemment, c'était déjà une boutique de modiste depuis 1797, mais plus vraisemblablement depuis 1875, connue sous le nom de « maison Cuny ». Une gamme de jus, savons et crèmes apparaît : Rosée Orkilia, Orkidée, Crème mentholée, etc. Une usine est inaugurée à Courbevoie. Il décroche la médaille d'argent lors de l'exposition internationale d'Amsterdam (1895) et la médaille d'or à celle de Paris en 1900.
Avant la Première Guerre mondiale, la marque Lenthéric communique dans de nombreux périodiques, comme Le Petit Journal de la mode, vantant sa gamme de soins, l'associant à de gros événements liés à la haute couture. Des parfums comme Cœur de Paris (1911) et Ambre Mousse (1912), vont connaître un succès à l'international. Des artistes comme Ida Rubinstein pose pour la marque (parfums, chapeaux, etc.). Au tournant du siècle, des franchises sont ouvertes à Deauville, Monte-Carlo, Nice, Biarritz, Ostende, Baden-Baden, et Londres.
En 1907, Guilaume-Louis Lenthéric est nommé chevalier de la Légion d'honneur. Il meurt au siège de l'usine le 31 mai 1912.
En octobre 1912, la société est rachetée par « Velsch et Holtz, parfumerie, coiffure et mode », société en nom collectif au capital de 420 000 francs.
La société anonyme des parfums Lenthéric fait son entrée en bourse en 1924 et débarque sur le marché américain, avec une boutique de prestige ouverte au 385 Fifth Avenue (Manhattan) et le lancement en fanfare de Miracle, associé à la pièce éponyme de Max Reinhardt présentée sur Broadway. Le développement hors-France est alors considérable : la plupart des parfums aux noms français sont rebaptisés pour permettre de meilleures ventes. Ainsi Cœur de Paris devient Shanghai (1934), Risque-Tout (1933) devient Tweed, etc. Cette même année, la compagnie pharmaceutique américaine E. R. Squibb & Sons fait une OPA sur Lanthéric : elle contrôle 90 % de la société en janvier 1942, tandis que les actifs français sont confisqués durant l'Occupation, avant d'être restitués en 1945.
Les années 1940 sont difficiles pour la marque Lenthéric, du moins en Europe. En Amérique, où le parfum phare reste Tweed, les prix sont abaissés à travers une nouvelle ligne de produits de beauté, la ligne Sheer Beauty à moins de 5 dollars, des déodorants sous conteneur en matières plastiques, des atomiseurs jetables : après le lancement des parfums Confetti et Dark Brilliance (1946), la gamme luxe est peu à peu abandonnée, mais le groupe espère capitaliser sur l'aura de cette marque associée au goût français.
En 1952, la marque passe dans le groupe chimique américain Olin Corporation (en), qui la revend en 1958 à Helene Curtis Industries. Elle est cédée pour 3 millions de dollars en 1965 aux laboratoires SmithKline Beecham et des compositions parfumées sont éditées avec la maison Yardley. En 1990, le groupe Wasserstein Perella & Co., via Old Bond Street, rachète Lenthéric en même temps que Yardley. Après la faillite d'Old Bond Street en 1998, Lenthéric est reprise par Shaneel Enterprises Ltd.
Le parfum le plus connu actuellement est Solo et semble surtout distribué pour le marché sud-africain.

## Quelques parfums...
Sur un catalogue comprenant plus de 250 compositions, citons :
- Au Fil de l'Eau (1885)
- Orkidée (1894)
- Le Parfum de la Dame en Noir (1909)
- Cœur de Paris (1911) devenu Shanghai (1934)
- Ambre Mousse (1912)
- The Halley Perfume (1911)
- Miracle (1924)
- Asphodèle (1926)
- Risque-Tout (France, Europe) ou Tweed (1933)
- Gardenia de Tahiti (1935)
- Pink Party (1940)
- Confetti (1944)
- Dark Brilliance (1946)
- Adam's Rib (1953)
- Flair (avec Yardley, 1964)
- Tweed (réédition Yardley, 1992)

## Galerie

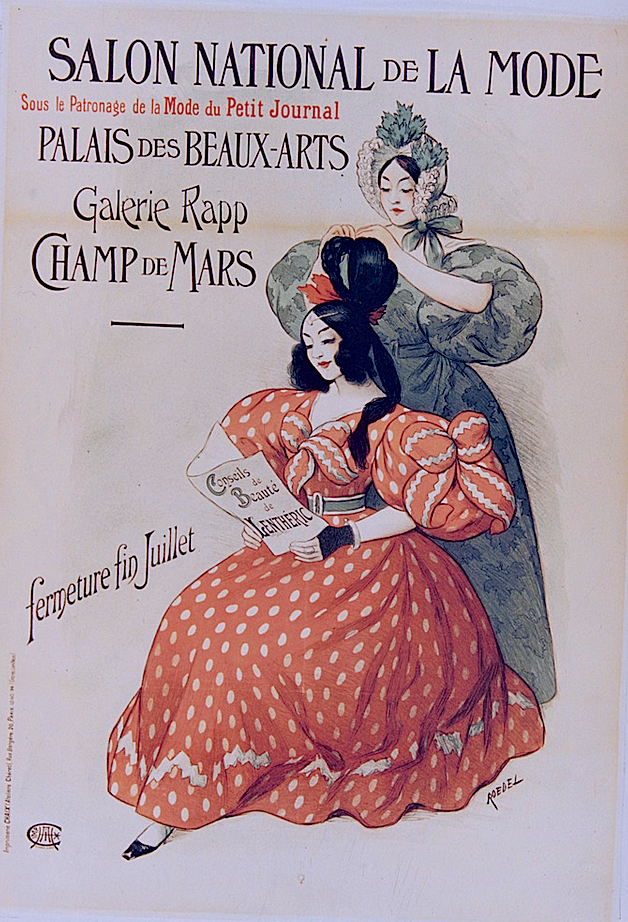
Affiche associant le Salon national de la Mode, Le Petit Parisien et les soins Lenthéric (Auguste Roedel, 1896).
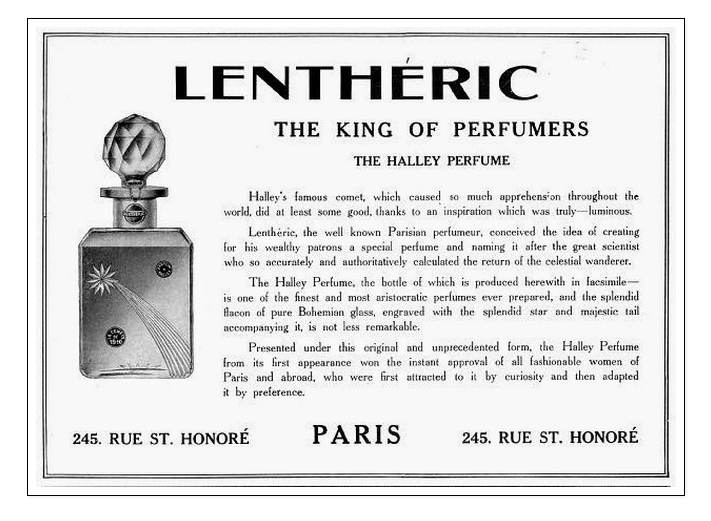
Le parfum de la comète de Halley : un produit destiné au marché américain vendu sous flacon en cristal taillé (1911).
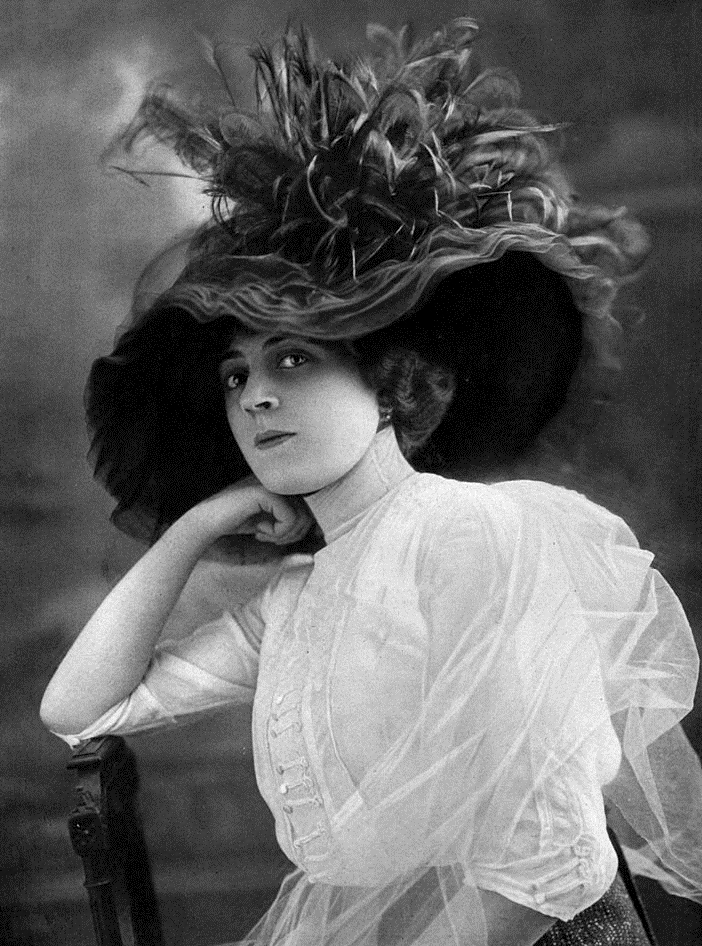
La danseuse Ida Rubinstein pose avec un chapeau de chez Lenthéric (1912).
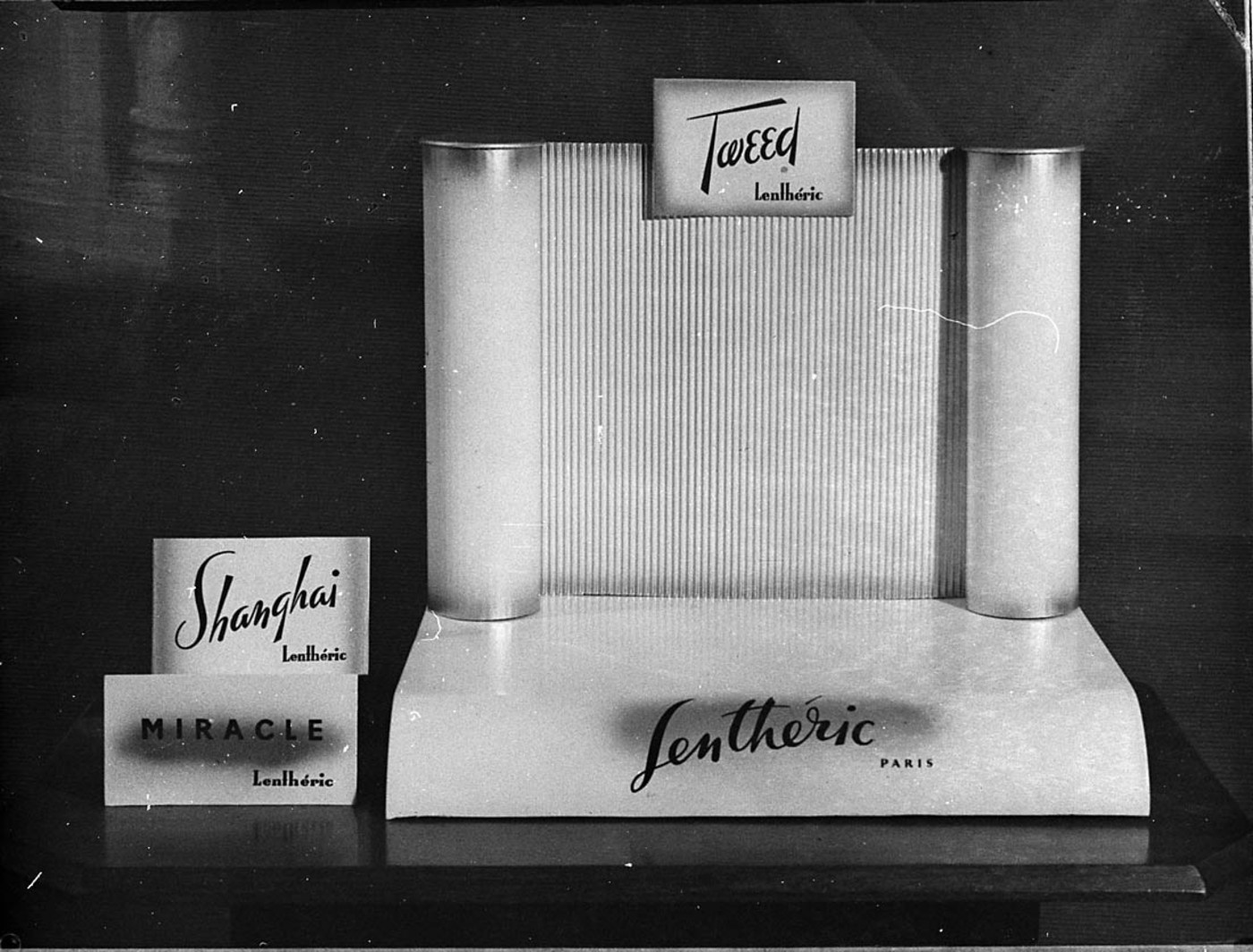
Présentoirs américains pour la gamme Tweed, Miracle et Shanghai (1948).